# 福井県道198号池泉今立線
福井県道198号池泉今立線（ふくいけんどう198ごう いけいずみいまだてせん）は福井県越前市内の国道と県道を結ぶ一般県道である。

## 路線概要
国道417号と福井県道201号菅生武生線を結ぶ役割を担っている県道である。越前市内を網の目状に走る県道の一本であり、地域住民の都市部へのアクセスや交通の分散などの役割も担っている道路である。終点である粟田部町は平成の大合併以前は今立郡今立町の中心地であった地域であり、現在でも国道8号と接続する201号を介して越前市の旧市街と新市街を結んでいる県道といえるだろう。

### 路線データ
- 起点：福井県越前市池泉町
- 終点：同市粟田部町

## 道路状況
起点附近は若干入り組んでおり案内無しの右左折があるが、ややこしい箇所はその一箇所のみで後は比較的トレースしやすい県道といえる。基本的に直線的な道路であり、起点附近以外は片側一車線の確保された計算できる道である。住宅街を走る道のため交通量も少なくは無いが、越前市の市街地からは遠いことや接続する国道417号が点線国道であることなどの理由で渋滞が起きるほど混雑することは無い。ただし北陸自動車道武生インターチェンジと旧今立町を結ぶ最短路の一部であるため、今立町で何かイベントがある際は若干の混雑は見られる道である。

## 接続道路
- 国道417号（終点）
- 福井県道2号武生美山線
- 福井県道197号文室池泉線（起点）
- 福井県道200号岩本粟田部線
- 福井県道201号菅生武生線（起点）
- 福井県道262号武生インター東線

## 沿線
- 小丸城跡